# إغناثيو برينديس
إغناثيو برينديس (من مواليد 22 فبراير 1965 في خيخون) هو سياسي إسباني وعضو في كونغرس النواب بحزب المواطنين. منذ 21 مايو 2019 كان النائب الرابع لرئيس مجلس النواب.
درس القانون في جامعة أوفييدو. في عام 1998 حصل على درجة الماجستير في القانون والضرائب من مدريد، وبعد ذلك بدأ ممارسته الخاصة في خيخون مع التركيز على قانون العقارات.
لبعض الوقت كان عضوا في حزب المواطنين السياسي. في وقت لاحق انضم إلى بلاتفورما برو الذي تم إنشاؤه لتقديم بديل للأحزاب القائمة. من بلاتفورما برو ظهر حزب الاتحاد والتقدم والديمقراطية الجديد، والذي كان عضوًا فيه منذ تأسيسه. وهو حالياً عضو في مجلس إدارة الحزب كمنسق للعمل المؤسسي. في انتخابات 2012 الأستورية ترأس قائمة مرشحي الاتحاد والتقدم والديمقراطية لدائرة أستورياس المركزية. حصل حزبه على 3.75٪ من الأصوات في أستورياس ككل و4.3٪ من الأصوات في دائرته الانتخابية.
في عام 2015 عاد إلى المواطنون بعد طرده من الاتحاد والتقدم والديمقراطية. تم انتخابه أولاً كعضو في المجلس العسكري العام لإمارة أستورياس في الانتخابات الإقليمية وبعد ذلك كنائب في الانتخابات العامة.